# Aeroportul Bartolomeu Lysandro
Aeroportul Bartolomeu Lysandro (IATA: CAW, ICAO: SBCP) este un aeroport din Rio de Janeiro, Brazilia ce deservește zona Campos dos Goytacazes. Aeroportul a fost tranzitat în 2022 de 30.773 de pasageri.
Situat la o altitudine de 17 m, aeroportul dispune de 1 pistă. Este operat de Infraero⁠(d).

## Infrastructură

### Piste
Aeroportul dispune de o singură pistă. Pista 7/25 are suprafața de asfalt și dimensiunile 1.544 m × 45 m. 